# Confex Matex
Confex Matex este o companie producătoare de țesături din mătase din Deva, România.
Este controlată de compania italiană SC Onice Spa Italia, care deține 96,05% din acțiuni,
și care a preluat controlul asupra Matex de la SIF Moldova la finele anului 2006.
Număr de angajați:
- 2007: 129[2]
- 2006: 300[3]

Cifra de afaceri:
- 2006: 2,3 milioane euro[2]
- 2005: 2,3 milioane euro[3]